# Mikk Murdvee

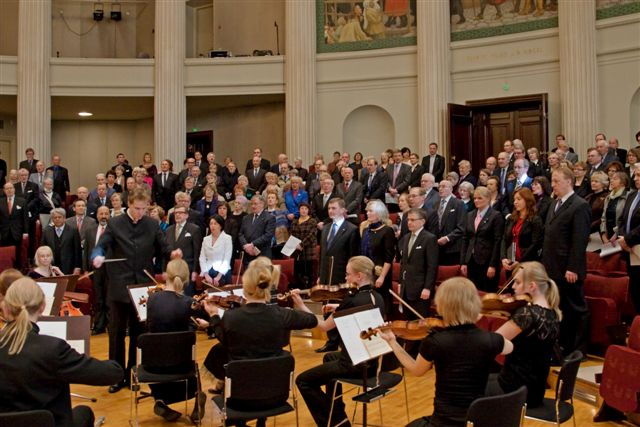
Mikk Murdvee (2008)

Mikk Murdvee (* 20. März 1980 in Tallinn, Estnische SSR) ist ein estnischer Dirigent, Violinist und Schriftsteller.

## Leben und Musik
Mikk Murdvee schloss 1998 das renommierte Tallinner Musikgymnasium (Tallinna Muusikakeskkool) im Fach Violine ab. Lehrer waren seine Mutter Niina Murdvee (* 1950) und der Geiger Harald Aasa (* 1922). 1998/99 studierte Murdvee das Fach Violine an der Estnischen Musikakademie in Tallinn und von 1999 bis 2005 an der Sibelius-Akademie in der finnischen Hauptstadt Helsinki. Im Jahr 2000 und von 2002 bis 2007 studierte er außerdem Orchesterleitung und ab 2005 das Fach Chorleitung.
Mikk Murdvee dirigierte zahlreiche Orchester in Finnland und Estland. 2007 debütierte er auch im Opern- und Konzerthaus Estonia in Tallinn. Seit Herbst 2007 ist Murdvee Chefdirigent des Helsinkier Studenten-Sinfonieorchesters Ylioppilaskunnan Soittajat. Er lebt in Helsinki.

## Schriftsteller
Unter dem Pseudonym Mihkel Bravat tritt Mikk Murdvee seit 1998 auch als Schriftsteller in Erscheinung. Als selbständige Veröffentlichungen sind erschienen:
- Kõverpeegelpilte (1999, Lyriksammlung)
- järgmine (2000, Gedichte und Kurzprosa)
- kolm (2001, Gedichte und Kurzprosa)